# 林茂塘遊艇會碼頭
林茂塘遊艇會碼頭（葡萄牙語：Marina da Doca de Lam Mau）由葡萄牙海軍軍人組成澳門水上活動俱樂部興建及管理的遊艇會停泊中心1998年7月開幕，象徵澳門遊艇活動正式開始。

## 歷史

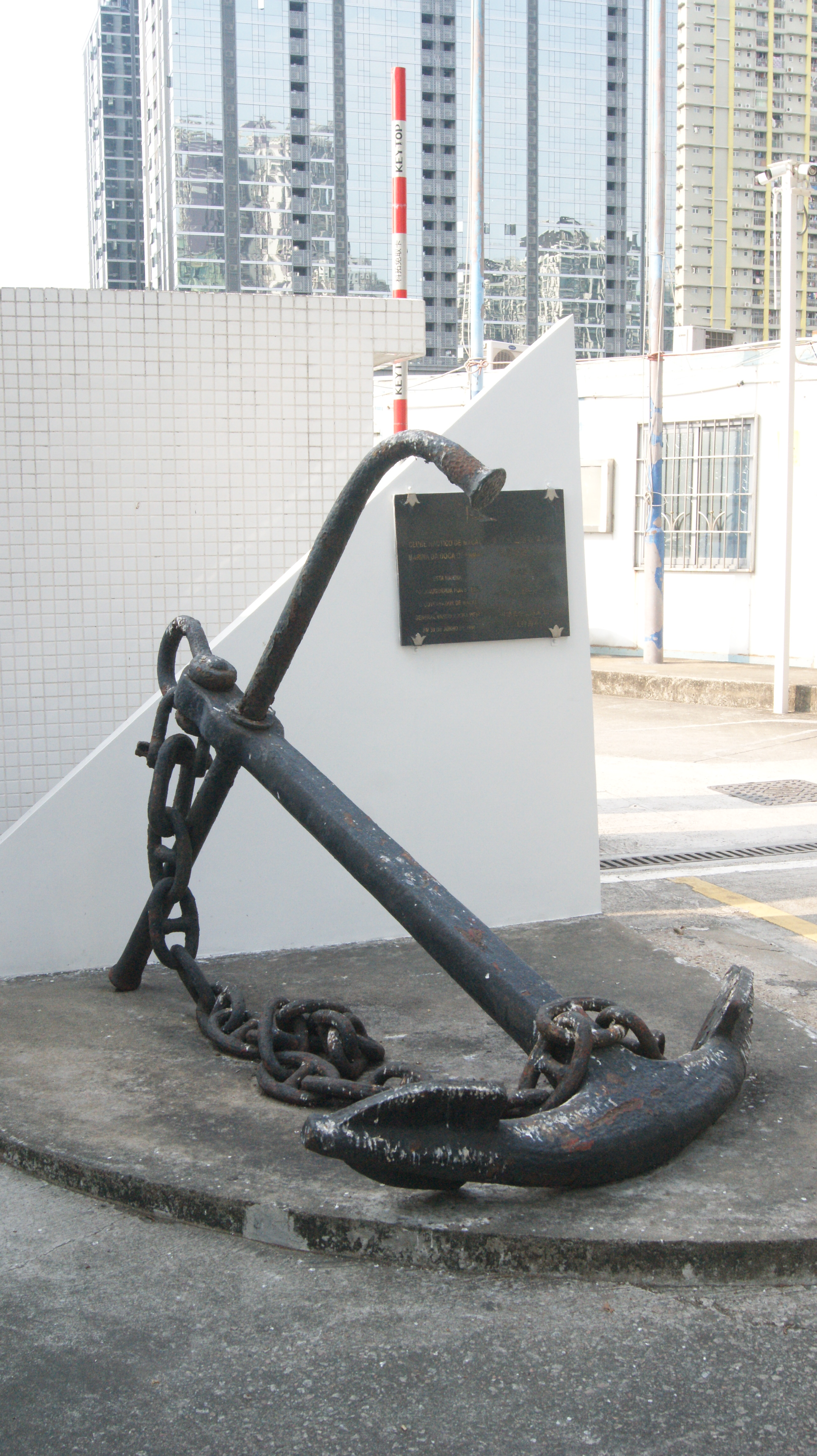
遊艇會入口前船錨

在1977年，港澳商人合組公司，擬投資發展黑沙綜合性旅遊區，其中一項是遊艇俱樂部，興建一座可停泊30艘快艇碼頭，最終沒有下文。
為了未來澳門旅遊業發展，擬增設本澳遊艇停泊區等輔助設施，曾考慮選新口岸舊外港碼頭、媽閣及馬場，但都不甚理想。最後經一番研究後，政府決定在林茂塘撥出地段興建林茂塘遊艇停泊中心。
遊艇碼頭於1997年初動工，疏浚近岸淤泥及亂石，打下椿柱，增加設施，1998年7月啓用。
在2014年7月粵澳雙方政府正式簽署《關於遊艇自由行的合作協議》，海事及水務局局長黃穗文鼓勵林茂塘遊艇會及漁人碼頭兩個私人場所參與遊艇自由行，增加本澳遊艇泊位選擇。

## 設施
這個中心位於新辟的林茂塘海邊街海旁，由三座浮橋組成，另設浮泡位，可作臨時停泊用，整體可容納80艘遊艇。
浮橋以石屎板鋪面，有椿柱固位置及方便遊艇縛纜。浮橋與椿柱接駁處，設有活輪，讓浮橋隨潮水漲退升降。
該處原屬林茂塘避風塘範圍，地理優越，適宜船隻停泊。

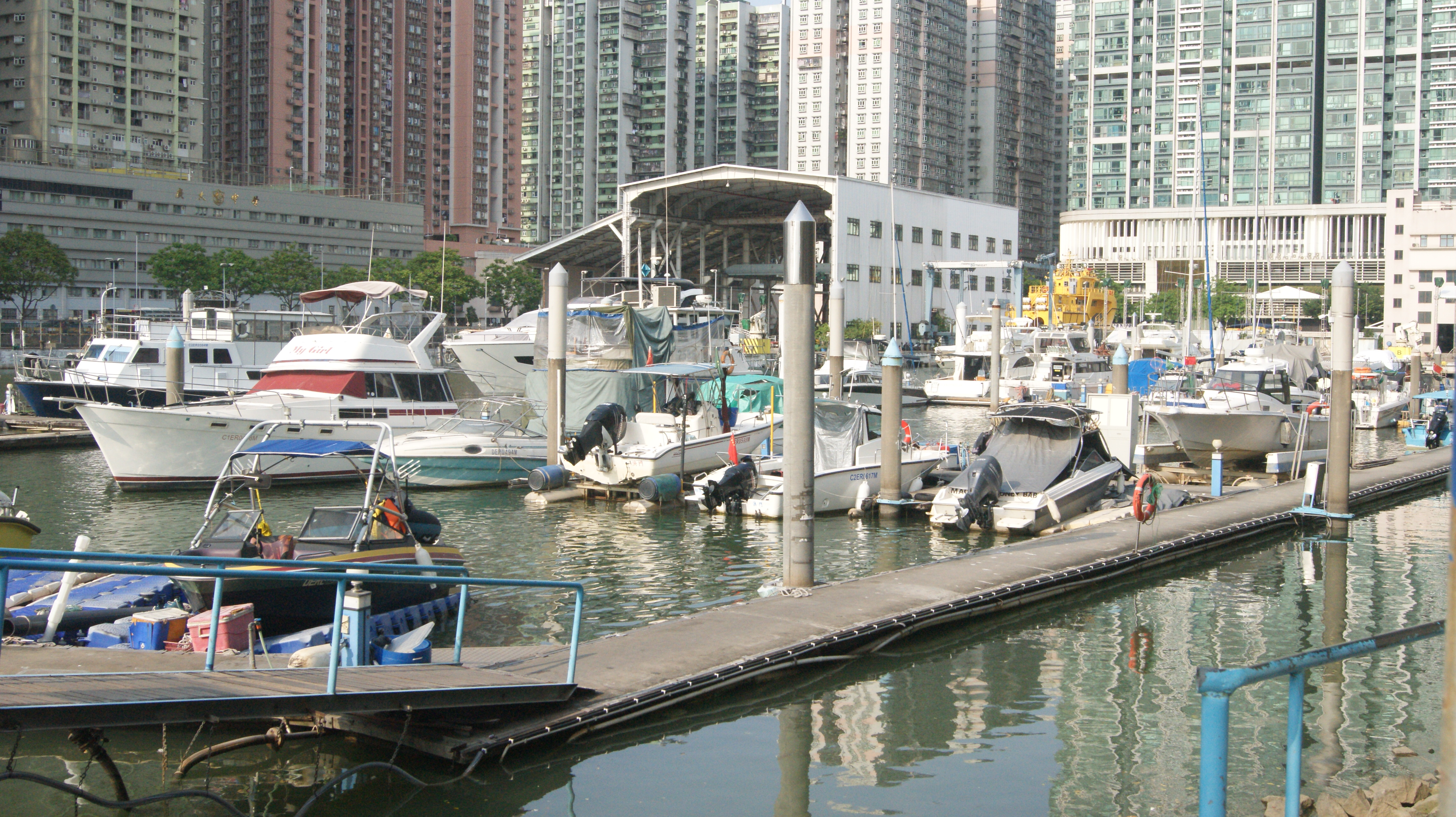
遊艇停泊區
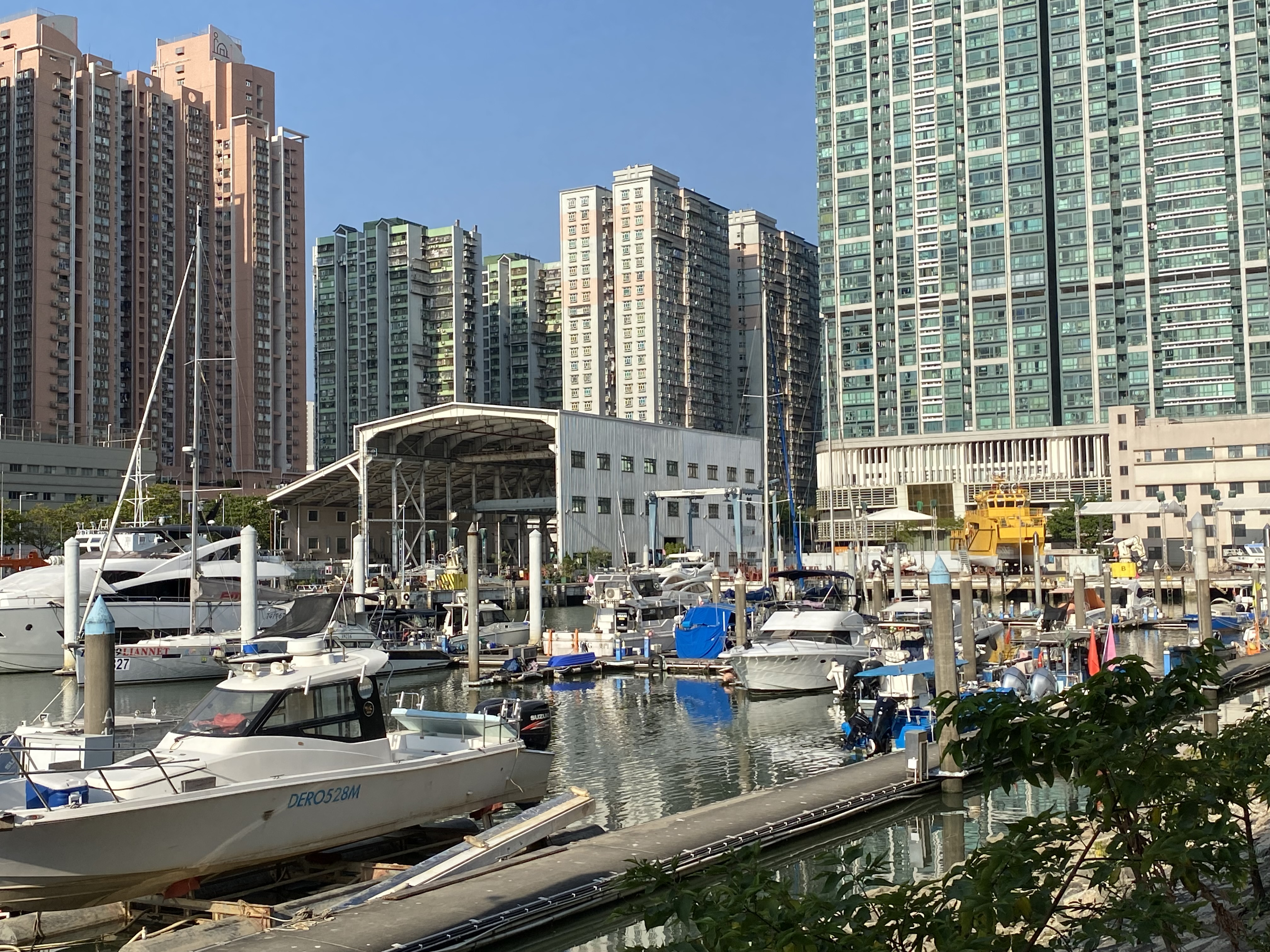
遊艇停泊區
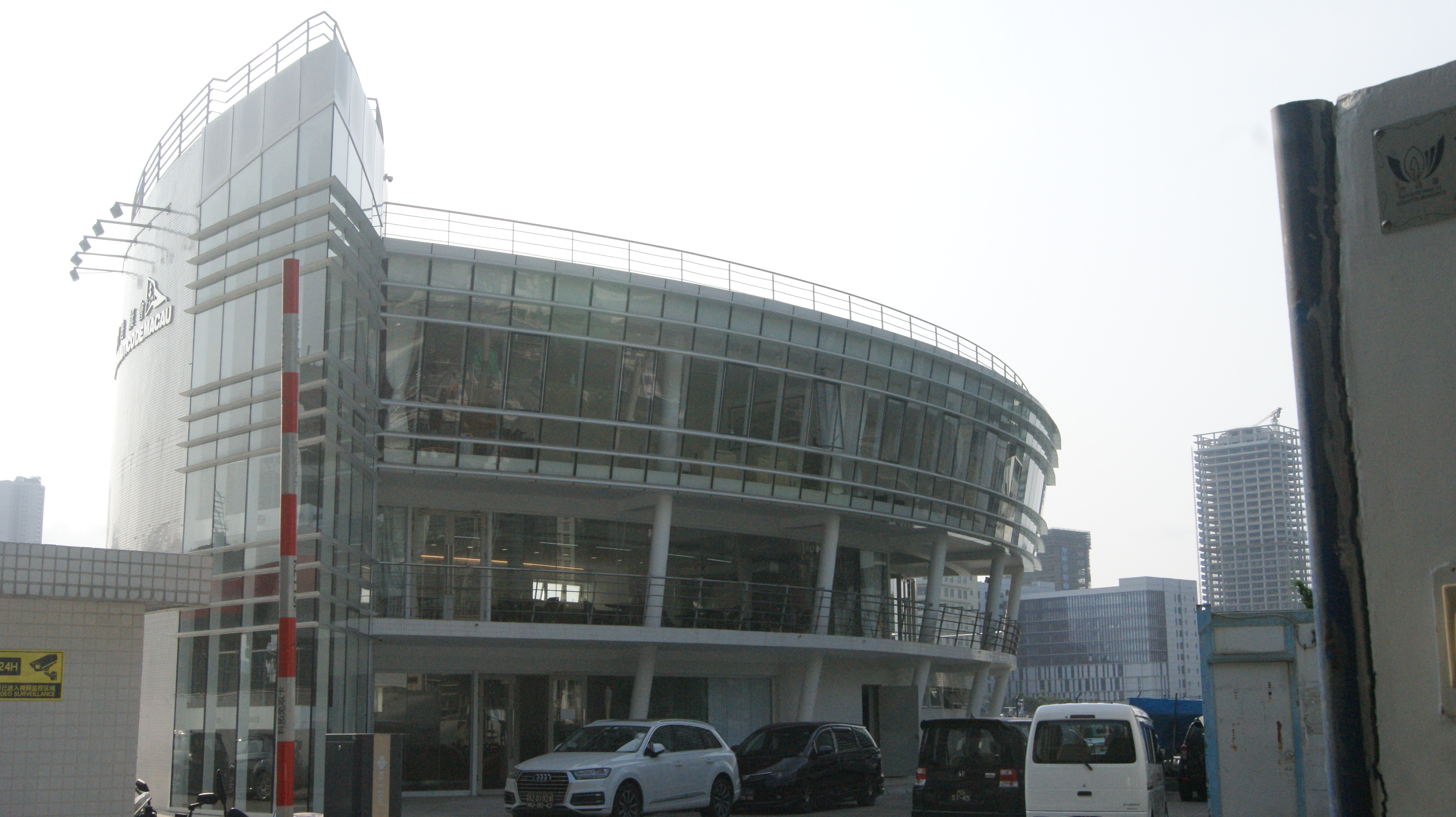
行政大樓
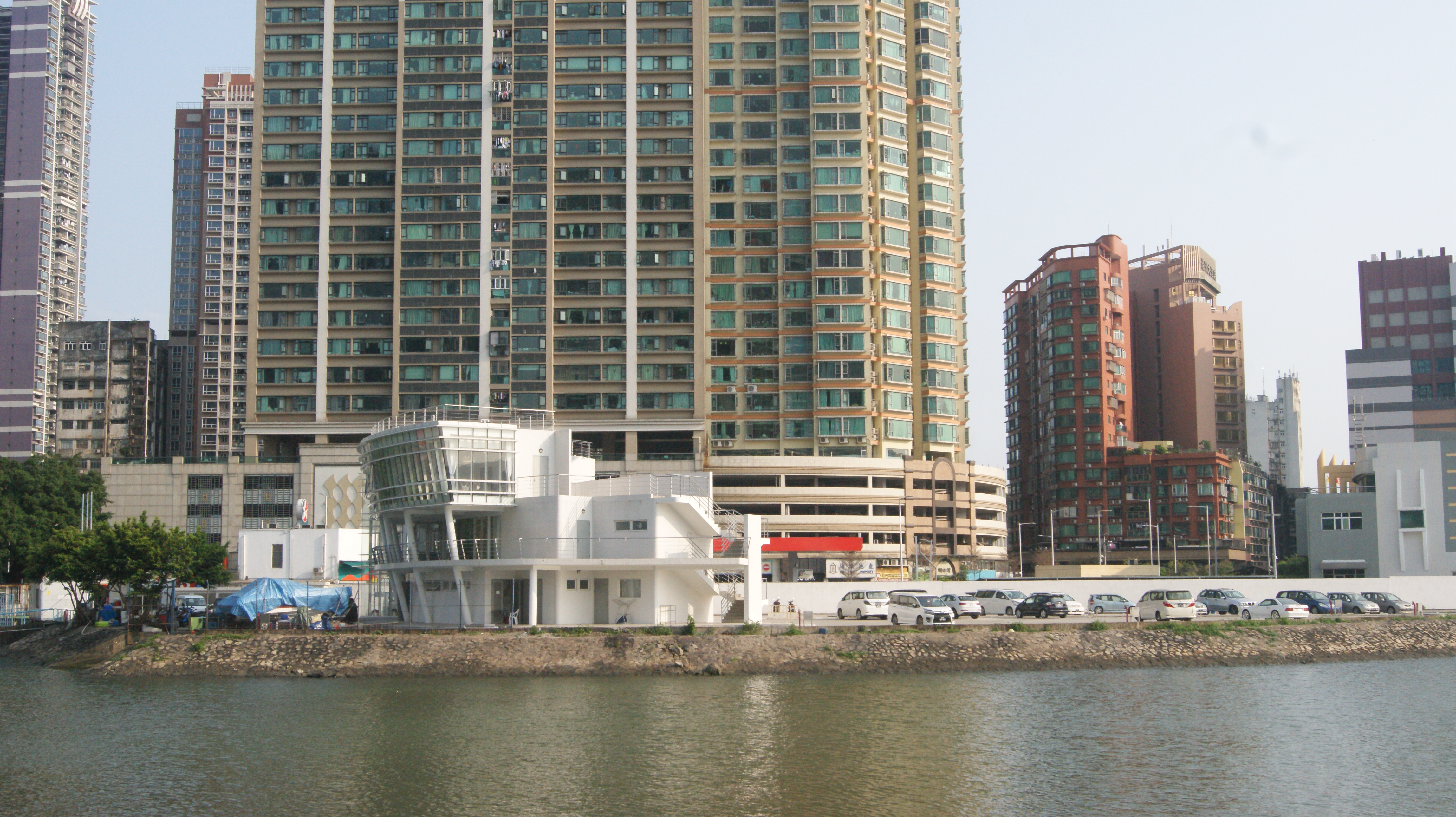
行政大樓後泊車區

## 外部連結
- 澳門遊艇會 （页面存档备份，存于）
- 海事及水務局 （页面存档备份，存于）